# Andrea Guatelli
Andrea Guatelli (Parma, Italia, 5 de mayo de 1984), futbolista italiano. Juega de portero y su primer equipo fue el Parma F. C.. Actualmente juega en el FC Chiasso de Suiza.

## Clubes
| Club              | País       | Año           |
| ----------------- | ---------- | ------------- |
| Parma F. C.       | Italia     | 2001-2003     |
| U. S. Fiorenzuola | Italia     | 2003-2004     |
| CD Iliturgi A.    | España     | 2003-2004     |
| Portsmouth F. C.  | Inglaterra | 2004-2005     |
| Oxford United     | Inglaterra | 2005-2006     |
| Portsmouth F. C.  | Inglaterra | 2006-2007     |
| F. C. Zürich      | Suiza      | 2008-2013     |
| FC Chiasso        | Suiza      | 2013-presente |